# Strade provinciali della provincia di Verona
Questo è un elenco delle strade provinciali presenti sul territorio della provincia di Verona:
In blu le strade provinciali costituite da ex strade statali declassificate.
| Numero                       | Denominazione                                       | Inizio                                                                 | Fine                                                                  | Percorso | Lunghezza (km)         |
| ---------------------------- | --------------------------------------------------- | ---------------------------------------------------------------------- | --------------------------------------------------------------------- | --- | ---------------------- |
|                              | Tangenziale del Brennero                            | Tangenziale Ovest di Verona (SS 12)                                    | Innesto con SP 4 a San Pietro in Cariano                              | Loc. Cà di Capri - San Pietro In Cariano | 2,870                  |
|                              | Tangenziale del Brennero                            | Parona, Verona (ex SS 12 km 294)                                       | Innesto SS12 a Balconi di Pescantina (ex SS 12 km 300)                | Parona, Settimo, Corrubbio, Balconi | 6,000                  |
| (ex SS434)                   | Legnaghese Destra                                   | Pozzo di San Giovanni Lupatoto                                         | Cerea                                                                 | Verona - Pozzo di San Giovanni Lupatoto - Villafontana - Bovolone - Asparetto di Cerea - Innesto con la S.R. n. 10 a Cerea                                                                                      | 22,5                   |
| Bretella                     | Bretella Legnaghese Destra                          | Ponte dell'Ebreo di Oppeano                                            | Innesto SP 44/A a Campagnola di Zevio                                 | Campagnola di Zevio |                        |
|                              | Mediana                                             | Innesto SR 62, Mozzecane                                               | Fagnano di Trevenzuolo                                                | Mozzecane | 11,440                 |
|                              | Mediana                                             | Confine Provincia di Mantova strada per Solferino, Valeggio sul Mincio | Incrocio SP 55 a Borghetto sul Mincio                                 | | 2,590                  |
| ter                          | Mediana                                             | SP 22, loc. Cà Nova di Oppeano                                         | SP 2 in loc. Montagne di Bovolone                                     | | 4,300                  |
|                              | della Valpolicella                                  | Confine Comune di Verona                                               | Rotatoria SS 12, Domegliara                                           | Verona - Arbizzano - Santa Maria di Negrar - Pedemonte - San Floriano - San Pietro in Cariano - Sant'Ambrogio di Valpolicella, Domegliara                                                                       | 13,920                 |
|                              | Verona-Lago                                         | Confine Comune di Verona                                               | Innesto SR 249 a Lazise                                               | Verona - Bussolengo - Pastrengo - Innesto con la S.R. n. 249 a Lazise | 9,660                  |
|                              | Della Carica                                        | Innesto SP 5, Osteria Nuova                                            | Confine comunale di Pastrengo                                         | Osteria Nuova | 0,100                  |
|                              | Dei Lessini                                         | Quinto di Valpantena                                                   | Loc. Camposilvano                                                     | Quinto di Valpantena - Grezzana - Stallavena - Rosaro - Cerro Veronese - Corbiolo - Bosco Chiesanuova - Tracchi - Branchetto - Malga San Giorgio - Conca dei Parpari - Innesto con la S.P. n. 13 a Camposilvano | 43,800                 |
| Bretella 1                   | Padovana                                            | Km 11,500 della SP 7                                                   | Innesto SP 500 in Loc. Madonna Pellegrina                             | | 1,200                  |
| Bretella 2                   | Padovana                                            | Km 11,500 della SP 7                                                   | Innesto SP 500 in Loc. Baldaria                                       | | 0,500                  |
| /A                           | di Cicogna                                          | Innesto SP 40                                                          | Confine Provincia di Vicenza e Confine Provincia di Padova            | Roveredo di Guà | 9,070                  |
| /B                           | della Zerpa                                         | Innesto SP 39                                                          | Incrocio Via Marconi a Veronella                                      | Veronella | 7,060                  |
|                              | del Baldo                                           | Garda                                                                  | Loc. Bocca di Navene                                                  | Costermano, Caprino Veronese, Spiazzi, Ferrara di Monte Baldo | 34,590                 |
|                              | del Baldo                                           | Spiazzi                                                                | Loc. Bivio Cacciatore                                                 | Spiazzi, Sacrario del Baldo | 6,780                  |
|                              | di Costabella                                       | Affi                                                                   | Loc. Prada di Brenzone                                                | Affi, Costermano, San Zeno di Montagna | 21,070                 |
| S.P. 1                       | della Vad d'Illasi                                  | Innesto SS 11, Colognola ai Colli                                      | Giazza                                                                | Illasi, Tregnago, Badia Calavena, Selva di Progno, Giazza | 28,900                 |
|                              | della Val d'Adige                                   | Sega di Cavaion, rotatoria SP 27/a                                     | Confine Provincia di Trento (Brentino Belluno)                        | Sega di Cavaion, Rivoli Veronese, Dolcè, Brentino Belluno | 25,900                 |
|                              | dell'Aquilio                                        | Rotatoria SP 4, Santa Maria di Negrar                                  | Loc. Coste di Sant'Anna d'Alfaedo                                     | Negrar, Fane, Sant'Anna d'Alfaedo, Fosse | 25,210                 |
| /A                           | di Fiamene                                          | Stallavena                                                             | Innesto SP 12 a Fane di Negrar                                        | Stallavena, Loc. Vigo, Loc. Coda, Loc. Fiamene | 7,910                  |
|                              | dei Tredici Comuni                                  | Loc. Fosse bivio SP 12                                                 | Innesto SP 10 a Selva di Progno                                       | Fosse, Ronconi, Erbezzo, Bosco Chiesanuova, Valdiporro, San Francesco, Velo Veronese | 38,100                 |
|                              | dell'Alta Valpantena                                | Innesto SP 6, Stallavena                                               | Innesto SP 6 Loc. Tracchi di Bosco Chiesanuova                        | Bivio Ceredo, Erbezzo, Passo Fittanze, Bocca di Selva | 40,850                 |
| /A                           | di Erbezzo                                          | Innesto SP 14, Loc. Dorighi                                            | Innesto SP 13 ad Erbezzo                                              | Corso, Cappella Fasani, Erbezzo | 12,550                 |
| /B                           | di Albarè                                           | Innesto SP 14, Loc. Bellori di Grezzana                                | Innesto SP 6 a Corbiolo di Bosco Chiesanuova                          | Lughezzano, Arzerè | 9,100                  |
|                              | del Purga                                           | Innesto SP 6 a Cerro Veronese                                          | Innesto SP 13 a Velo Veronese                                         | Cerro Veronese, Roverè, Velo Veronese | 10,500                 |
|                              | della Via Cara                                      | Innesto SR 11 a Vago di Lavagno                                        | Innesto SP 15 in Loc. Bettola di Velo Veronese                        | Lavagno, Mezzane di Sotto, San Mauro di Saline | 27,300                 |
| /A                           | di San Vincenzo                                     | Diramazione SP 16, Loc. Capitello di San Vincenzo                      | Innesto SP 10 a Tregnago                                              | | 2,550                  |
| /B                           | del Castelletto                                     | Diramazione SP 10 Tregnago                                             | Innesto SP 16 in Loc. Centro di Tregnago                              | | 2,600                  |
|                              | della Val d'Alpone                                  | San Bonifacio                                                          | Innesto SP 17/A a San Bortolo di Selva di Progno                      | San Bonifacio, Monteforte d'Alpone, Montecchia di Crosara, San Giovanni Ilarione, Vestenanova | 35,160                 |
| /A                           | di Campofontana                                     | Innesto SP 17 a San Bortolo                                            | Campofontana di Selva di Progno                                       | | 5,400                  |
| /B                           | di Chiampo                                          | Innesto SP 17 a San Giovanni Ilarione                                  | Confine Provincia di Vicenza                                          | | 4,900                  |
| /C                           | di Santa Margherita                                 | Innesto SP 17 Loc. Pergola                                             | Confine Provincia di Vicenza                                          | | 9,300                  |
| /D                           | della Colombara                                     | Innesto SP 17 Loc. Tregnago di Montecchia                              | Confine Provincia di Vicenza                                          | Roncà | 8,000                  |
|                              | Legnaghese sinistra                                 | Innesto SP 7                                                           | Innesto SP 500, Minerbe                                               | Arcole, Albaredo d'Adige, Minerbe | 15,000                 |
|                              | Ronchesana                                          | San Giovanni Lupatoto                                                  | Cologna Veneta                                                        | Zevio, Ronco all'Adige, Albaredo d'Adige, Veronella, Cologna Veneta | 30,060                 |
| /A                           | di Rivalunga                                        | Loc. Mulin dei Sassi                                                   | ZAI Zevio                                                             | | 6,300                  |
|                              | dell'Adige e del Tartaro                            | Innesto SR 11 a Vago di Lavagno                                        | Innesto SR 12 a Nogara                                                | Zevio, Oppeano, Bovolone, Salizzole | 35,850                 |
| /A                           | di Bonferraro                                       | Innesto SP 20 a Salizzole                                              | Confine Provincia di Mantova                                          | Pellegrina di Isola della Scala, Sorgà, Bonferraro | 18,790                 |
| /B                           | di Engazzà                                          | Innesto SR 12                                                          | Innesto SP 22 in Loc. Valmorsel di Salizzole                          | Engazzà, Bionde, Valmorsel | 8,530                  |
|                              | di Villafontana                                     | Innesto SR 12 a Isola della Scala                                      | Innesto SP 19 ad Albaredo d'Adige                                     | Isola della Scala, Villafontana, Cà degli Oppi, Oppeano, Tombazosana, Albaredo d'Adige | 22,340                 |
| /A                           | di Cà degli Oppi                                    | Innesto SP 21 a Cà degli Oppi                                          | Innesto SP 2 a Bovolone                                               | Cà degli Oppi, Bovolone | 3,730                  |
|                              | dei Castelli                                        | Innesto SR 12 a Buttapietra                                            | Innesto SR 10 a Sanguinetto                                           | Buttapietra, Tarmassia, Salizzole, Valmorsel, Concamarise, Sanguinetto | 21,260                 |
|                              | delle Valli                                         | Innesto SR 10 a Sanguinetto                                            | Confine Provincia di Mantova                                          | Sanguinetto, Correzzo, Roncanova, Gazzo Veronese | 11,230                 |
| /A                           | della Paglia                                        | Innesto SP 23 a Correzzo di Gazzo Veronese                             | Innesto SP 23 a Gazzo Veronese                                        | Correzzo, Caselle di Nogara, Gazzo Veronese | 6,740                  |
|                              | del Serraglio                                       | Valeggio sul Mincio                                                    | Innesto SP 20 in Loc. Crosare di Bovolone                             | Valeggio sul Mincio, Villafranca di Verona, Povegliano Veronese, Vigasio, Isola della Scala, Bovolone | 31,450                 |
|                              | Mantovana                                           | Innesto SP 51 Castel d'Azzano                                          | Confine Provincia di Mantova                                          | Castel d'Azzano, Vigasio, Trevenzuolo | 13,500                 |
|                              | Morenica                                            | Bussolengo                                                             | Circonvallazione ZAI Villafranca di Verona                            | Bussolengo, Sommacampagna, Villafranca di Verona | 10,390                 |
| /A                           | di Santa Lucia della Battaglia                      | Aeroporto Valerio Catullo                                              | Innesto SP 26 a Sommacampagna                                         | Aeroporto Valerio Catullo, Sommacampagna | 5,040                  |
|                              | di Mongabia                                         | Innesto SR 11 Castelnuovo del Garda                                    | Confine Provincia di Mantova                                          | Castelnuovo del Garda, Valeggio sul Mincio, | 14,730                 |
| /A                           | Napoleonica                                         | Incrocio SR 12 in Loc. Passaggio Napoleone                             | Innesto SR 11 a Castelnuovo del Garda                                 | Sandrà, Pastrengo, Castelnuovo del Garda | 11,880                 |
|                              | del Mincio                                          | Innesto SR 62 Mozzecane                                                | Confine Provincia di Mantova                                          | Mozzecane, Quaderni, Valeggio, Monzambano | 13,380                 |
|                              | del Pozzo dell'Amore                                | Innesto SP 27, Loc. Ronchi di Pastrengo                                | Innesto SP 9 in Loc. Bivio Sceriffo di San Zeno di Montagna           | Pastrengo, Cavaion Veronese, Affi, Caprino Veronese | 20,140                 |
| /A                           | degli Olivai                                        | Rivoli Veronese                                                        | Innesto SP 8 in Loc. Pineta di Caprino                                | Rivoli Veronese | 3,650                  |
|                              | di San Peretto                                      | Rotatoria SP 11 in Loc. San Peretto                                    | Rotatoria SR 450 presso svincolo A 22 zona Centro Commerciale di Affi | Centro Commerciale, Affi | 1,600                  |
| /C                           | delle Cristane                                      | Innesto SP 11 in Loc. Porton di Rivoli                                 | Innesto SP 9 in Loc. Gazzoli Albarè                                   | Rivoli Veronese | 4,000                  |
|                              | di Colà                                             | Innesto SR 249 a Lazise                                                | Rotatoria SR 11 tra Cavalcaselle e Castelnuovo del Garda              | Colà di Lazise | 6,600                  |
|                              | del Bardolino                                       | Calmasino (fine centro abitato)                                        | Innesto SR 249 a Bardolino                                            | Calmasino, Bardolino | 9,570                  |
| Bretella                     | del Bardolino                                       | Rotatoria SP 29, Cavaion Veronese                                      | Rotatoria SP 31, Cavaion Veronese                                     | Cavaion Veronese | 0,900                  |
| /A                           | del Monte Tajà                                      | Bivio SP 29 in Loc. Ronchi di Pastrengo                                | Cavalcavia SR 450                                                     | | 2,160                  |
| /B                           | del Veronello                                       | Innesto SP 31/A in Loc. Furia di Lazise                                | Innesto ex SP 31 in Loc. Vallesana di Lazise                          | | 2,750                  |
|                              | di San Colombano                                    | Innesto SP 9 ad Albarè di Costermano                                   | Innesto SR 249 a Bardolino                                            | Albarè di Costermano, Bardolino | 5,050                  |
| /A                           | Belvedere del Benaco                                | Innesto SR 249 a Torri del Benaco                                      | Innesto SP 9 tra San Zeno di Montagna e Castion di Costermano         | Torri del Benaco, Albisano | 7,250                  |
|                              | del Pastello                                        | Rotatoria SP 4 a San Pietro in Cariano                                 | Innesto SP 12 a Fosse di Sant'Anna di Alfaedo                         | San Pietro in Cariano, Fumane, Mazzurega, Cavalo, Breonio | 23,440                 |
|                              | della Grola                                         | Innesto SP 4 a Sant'Ambrogio di Valpolicella                           | Piazzale ex Sanatorio a Sant'Ambrogio di Valpolicella                 | |                        |
|                              | della Crocetta                                      | Innesto SP 33 a Fumane                                                 | Innesto SP 34 in Loc. Crocetta di Marano di Valpolicella              | | 4,580                  |
|                              | di Solane                                           | Sant'Ambrogio di Valpolicella                                          | Innesto SP 33 a Cavalo                                                | Sant'Ambrogio di Valpolicella, Monte di Sant'Ambrogio, Cavalo | 9,300                  |
|                              | della Valgatara                                     | Innesto SP 4 a San Floriano di San Pietro in Cariano                   | Innesto SP 12 in Loc. Castelliere di Sant'Anna d'Alfaedo              | San Floriano, Valgatara, Marano di Valpolicella, Loc. Santa Cristina, Cerna | 19,360                 |
| /A                           | della Masua                                         | Innesto SP 34 in Loc. Valgatara di Marano di Valpolicella              | Confine comunale di Negrar                                            | | 2,520                  |
|                              | di Montecchio                                       | Bivio SP 12, Loc. Ponte Saga di Negrar                                 | Grezzana                                                              | Negrar, San Peretto, Montecchio, Grezzana | 13,600                 |
| /C                           | del Ponte di Veja                                   | Bivio SP 14 per Ceredo                                                 | Bivio SP 13 in Loc. Barozze di Sant'Anna d'Alfaedo                    | | 2,650                  |
|                              | delle Mire                                          | Montorio Veronese                                                      | Innesto SP 13 a San Francesco di Roverè Veronese                      | Montorio Veronese, Trezzolano, Cancello, San Rocco, San Vitale in Arco, Roverè Veronese | 26,300                 |
|                              | della Collina                                       | Innesto SP 16 in Loc. Bettola di San Marco                             | Innesto SP 17 Vestenanova                                             | Badia Calavena, Vestenanova | 17,800                 |
| /A                           | della Val Taioli                                    | Innesto SP 16                                                          | Innesto SP 36                                                         | Badia Calavena | 8,400                  |
| /B                           | di Sprea                                            | Innesto SP 13, Loc. Cà del Diavolo di Badia Calavena                   | Confine Provincia di Vicenza                                          | | 10,700                 |
|                              | del Soave                                           | Soave                                                                  | San Martino Buon Albergo                                              | Soave, San Martino Buon Albergo | 11,810                 |
| /A                           | dei Ciliegi                                         | Soave                                                                  | Innesto SP 10 a Illasi                                                | Soave, Cazzano di Tramigna, Illasi | 11,810                 |
| /B                           | di Castagnè                                         | San Martino Buon Albergo                                               | Innesto SP 16                                                         | San Martino Buon Albergo | 15,300                 |
|                              | Porcilana                                           | San Martino Buon Albergo                                               | Arcole                                                                | San Martino Buon Albergo, Belfiore, San Bonifacio, Zimella | 18,950                 |
| Bretella                     | Porcillana Circonvallazione Sud di San Martino B.A. | Tangenziale Sud di Verona                                              |                                                                       | |                        |
| /A                           | di Lonigo                                           | Prova di San Bonifacio                                                 | Confine Provincia di Vicenza                                          | San Bonifacio | 3,310                  |
| /B                           | delle Terme                                         | Belfiore                                                               | Innesto SR 11 a Caldiero                                              | Belfiore, Caldiero | 4,100                  |
|                              | di San Lorenzo                                      | Belfiore                                                               | Zimella                                                               | Belfiore, Arcole, Zimella | 14,550                 |
| /B                           | della Bova                                          | Belfiore                                                               | Innesto SP 19 ad Albaro                                               | Belfiore, Albaro | 3,690                  |
|                              | di Zimella                                          | Innesto SP 7 a Cologna Veneta                                          | Confine Provincia di Vicenza                                          | Cologna Veneta | 5,100                  |
| /A                           | di Moranda                                          | Innesto SP 40 in Loc. Moranda                                          | Confine Provincia di Vicenza                                          | | 2,650                  |
| /B                           | di Carampelle                                       | Innesto SP 7 a Pressana                                                | Innesto SP 18 in Loc. Motta di Albaredo d'Adige                       | Caselle di Pressana, Miega di Veronella, Michellorie di Albaredo d'Adige | 11,150                 |
| /C                           | del Guà                                             | Innesto SP 7                                                           | Innesto SP7/A                                                         | Roveredo di Guà | 2,260                  |
|                              | del Fratta                                          | Incrocio SP 500                                                        | Confine Provincia di Padova                                           | Bevilacqua, Terrazzo | 17,300                 |
| /A                           | del Menà                                            | Castagnaro                                                             | Confine Provincia di Rovigo                                           | Castagnaro | 6,350                  |
|                              | della Merlara                                       | Legnago                                                                | Confine Provincia di Padova                                           | Porto di Legnago, Terrazzo | 7,053                  |
| Diramazione Boschi San Marco | della Merlara                                       | Canove di Legnago                                                      | Innesto SP42/A                                                        | Canove di Legnago | 2,460                  |
| /A                           | dei Boschi                                          | Legnago                                                                | Confine Provincia di Padova                                           | Legnago | 8,500                  |
|                              | del Palù                                            | Innesto SP 19 in Loc. Punta di San Giovanni Lupatoto                   | Innesto SP 20 a Palù                                                  | San Giovanni Lupatoto | 9,800                  |
| /A                           | della Roversola                                     | Innesto SP 19 a Santa Maria di Zevio                                   | Innesto SP 43 in Loc. Pila della Roversola                            | | 2,650                  |
| /B                           | delle Barbare                                       | Innesto SP 2 a Campagnola di Zevio                                     | Innesto SP 43                                                         | | 2,250                  |
|                              | del Bussè                                           | Innesto SP 20 a Oppeano                                                | Svincolo Padova SR 10                                                 | Oppeano, Angiari, Legnago | 12,850                 |
| /A                           | del Vallese                                         | Rotatoria SP 43/B                                                      | Innesto SP 20 in Loc. Montara di Oppeano                              | Vallese | 9,810                  |
| /B                           | di Bonavigo                                         | Innesto SP 20 in Loc. Casotti di Bonavigo                              | Legnago                                                               | Bonavigo, Legnago | 20,480                 |
|                              | di Angiari                                          | Cerea                                                                  | Innesto SP 44 ad Angiari                                              | Cerea, Angiari | 5,744                  |
|                              | di Bonavicina                                       | Innesto SP 2 a Bovolone                                                | Cerea                                                                 | Bovolone, Bonavicina, San Pietro di Morubio, Cerea | 14,600                 |
| /VAR                         | di Bonavicina                                       | Innesto SP 45 in Loc. Cà del Lago di Cerea                             | Innesto SP 2 in Loc. Farfusola di Bonavicina di San Pietro di Morubio | | 6,450                  |
|                              | dell'Ormeolo                                        | Innesto SP 21                                                          | Cerea                                                                 | Isola Rizza, Bonavicina, Cerea | 13,450                 |
|                              | della Torretta                                      | Incrocio SR 10 Cerea                                                   | Confine Provincia di Rovigo                                           | Cerea, Aselogna di Cerea, Torretta di Legnago | 17,350                 |
| /A                           | di Beccascogliera                                   | Villa Bartolomea                                                       | Incrocio SP 47                                                        | Villa Bartolomea | 9,300                  |
| /B                           | della Rosta                                         | Vangadizza di Legnago                                                  | Incrocio SP 46                                                        | Vangadizza di Legnago | 1,327                  |
|                              | di Aselogna                                         | Aselogna                                                               | Incrocio SP 47                                                        | Aselogna | 3,666                  |
|                              | del Menago                                          | Intersezione SP 47/B                                                   | Confine Provincia di Rovigo                                           | | 12,010                 |
| /A                           | delle Valli Grandi                                  | Casaleone                                                              | Innesto SP 23 in Loc. Albarelle di Casaleone                          | Casaleone | 16,160                 |
| /B                           | della Ravagnana                                     | Cerea                                                                  | Incrocio SP 47                                                        | Cerea | 2,702                  |
|                              | di Concamarise                                      | Bovolone                                                               | Cerea                                                                 | Bovolone, Concamarise, Asparetto di Cerea, Cerea | 7,270                  |
|                              | di Asparetto                                        | Innesto SP 2 ad Asparetto di Cerea                                     | Innesto SP 22                                                         | Asparetto di Cerea, Sanguinetto |                        |
| /C                           | di Bionde                                           | Innesto SP 20 a Salizzole                                              | Innesto SP 23 in Loc. Crocetta di Gazzo Veronese                      | Salizzole | 8,580                  |
|                              | dell'Oson                                           | Nogara                                                                 | Confine Provincia di Mantova                                          | Nogara | 4,360                  |
|                              | del Riso                                            | Innesto SP 24 a Isola della Scala                                      | Confine Provincia di Mantova                                          | Isola della Scala, Erbè, Sorgà | 10,290                 |
| /A                           | del Tione                                           | Fine SP 3 a Trevenzuolo                                                | Confine Provincia di Mantova                                          | Erbè | 6,540                  |
| /B                           | di Trevenzuolo                                      | Innesto SP 25 a Trevenzuolo                                            | Innesto SP 50 a Isola della Scala                                     | Trevenzuolo, Isola della Scala | 4,800                  |
|                              | di Raldon                                           | Innesto SP 2 a Villafontana                                            | Innesto SP 25 a Vigasio                                               | Villafontana, Raldon, Buttapietra, Vigasio | 17,300                 |
| /A                           | della Zera                                          | Innesto SP 25 a Castel d'Azzano                                        | Innesto SP 51                                                         | | 2,000                  |
|                              | del Mulinello                                       | Castel d'Azzano                                                        | Innesto SP 53 a Nogarole Rocca                                        | Castel d'Azzano, Povegliano Veronese, Nogarole Rocca | 10,400                 |
|                              | delle Salette                                       | Villafranca di Verona                                                  | Vigasio                                                               | Nogarole Rocca, Vigasio | 15,470                 |
|                              | dell'Ossario di Custoza                             | Sommacampagna                                                          | Innesto SP 24                                                         | Sommacampagna, Custoza | 7,900                  |
| /A                           | di Sona                                             | Innesto SP 26 in Loc. Olmo di Sona                                     | Innesto SR 11 a Bosco di Sona                                         | Sona | 2,750                  |
|                              | Viscontea                                           | Diramazione SP 28 di Valeggio sul Mincio                               | Confine Provincia di Mantova                                          | Valeggio sul Mincio | 3,430                  |
|                              | del Frassino                                        | Innesto SP28 a Peschiera del Garda                                     | Confine Provincia di Brescia                                          | Peschiera del Garda | 3,190                  |
|                              | dell'Altopiano                                      | Innesto SS 12 a Peri di Dolcè                                          | Innesto SP 12 a Fosse di Sant'Anna d'Alfaedo                          | Brentino Belluno, Dolcè | 8,940                  |
|                              | delle Vigne                                         | Monteforte d'Alpone                                                    | Innesto SR 11                                                         | Monteforte d'Alpone, Soave | 9,095                  |
| (ex SS 500 di Lonigo)        | del Colognese                                       | km 18,100                                                              | Innesto SR 10                                                         | Cologna Veneta, Minerbe | 16,150 (SS 500 18,100) |